# Varresbeck (Quartier)
Das Wuppertaler Wohnquartier Varresbeck ist eines von sieben Quartieren des Stadtbezirks Elberfeld-West. Namensgebend für das Wohnquartier ist der Bach Varresbeck.

## Geographie
Das 2,59 km² große Wohnquartier liegt im Westen Wuppertals. Östlich des Wohnquartiers liegt das Quartier Nützenberg, der Otto-Hausmann-Ring bildet hier die Grenze. Im Süden liegt das Wohnquartier Sonnborn, wobei die Bundesautobahn 46 mit dem Sonnborner Kreuz die südliche Grenze darstellt. Im Westen schließt sich das zum Stadtbezirk Vohwinkel gehörende Wohnquartier Lüntenbeck an, die Quartiersgrenze bildet hier die Bundesautobahn 535. Im Norden liegen die zum Stadtbezirk Uellendahl-Katernberg gehörenden Wohnquartiere Eckbusch und Beek; hier sind keine besonderen Landmarken für die Quartiersgrenze genommen worden.
Zu den Außenortschaften, Ortslagen und Höfen im Wohnquartier zählen Eskesberg, Frankholz, Lohrenbeck, Scheidt, Schliepershäuschen und Saurenhaus.

## Bauwerke
Ehemals lag hier das Rittergut Varresbeck, das feste Haus wurde im Zuge eines Straßenausbaus abgetragen. Gebäudeteile konnten aber gerettet werden und mühsam restauriert im Gut Hungenbach (Kürten) wieder aufgebaut werden.
Im Gebiet wurde auch Kalkstein gefördert, die Siedlung „Am Kalkofen“ zeugt davon. Zwei ehemalige Gruben (Grube Eskesberg und Grube Dorp) wurden mittlerweile aufgefüllt. Ein Kalkofen, der Kalktrichterofen Wuppertal, ist als Industriedenkmal erhalten.
Um den ehemaligen Varresbecker Bahnhof an der Bahnstrecke Düsseldorf-Derendorf–Dortmund Süd („Wuppertaler Nordbahn“) entstand ein Gewerbegebiet, in dem heute unter anderem noch der Wuppertaler Großmarkt und das 1868 gegründete Werk der G. u. J. Jaeger liegt, das später (1933) von FAG Kugelfischer übernommen wurde und heute zur Schaeffler-Gruppe gehört. Die WSW mobil GmbH unterhält hier einen Bus-Betriebshof. Außerdem hat sich dort die Daimler AG niedergelassen.